# Großröhrsdorf
Großröhrsdorf (alt sòrab: Wulke Rědorjecy) és un municipi alemany que pertany a l'estat de Saxònia. Es troba a 12 kilòmetres a l'oest de Bischofswerda i 22 kilòmetres al nord-est de Dresden